# Недьо Горинов
Недьо Иванов Горинов е български писател, педагог и просветител.
Недьо Горинов, е син на Иван Горинов, който през 1876 г. участвал в боевете за Панагюрище. След Освобождението, в началото на XX век, през 1904 г. синът завършва „Славянска филология“ в Софийския университет. Дългоги години учителства като преподавател по български език в родния си град. Председател е на Народно читалище „Виделина – 1865“ в периода от 1912 до 1914 г. През 1927 г. е инициатор за издаването на вестник „Панагюрски глас“, чийто редактор е от 1927 до 1929, като негов наследник е излизащия вестник „Оборище“. Заедно със свои съмишленици организира създаването на комитета „Бележити панагюрци и Панагюрско“, преименуван след време като „Комитет за проучване миналото на Панагюрище“. Сътрудник е на списание „Българска реч“ и вестник „Литературен глас“ и известно време работи като музеен уредник в Къща музей „Райна Княгиня“.
Химнът на Средно училище „Нешо Бончев“ град Панагюрище е написан по стихове на Недьо Горинов, музика Огнян Спатарев (1954)
Панагюрският просветител е носител на орден Св. св. Кирил и Методий.

### Авторски произведения
- Горинов, Недьо. Професоръ Маринъ С. Дриновъ.   София, Кооперативна книжарница „Гутенбергъ“, 1936. с. 64.
- Горинов, Недьо. Отражения отъ Априлското възстание въ чуждата поезия.   Печатница „Ал. Стоичков“, 1937. с. 32.

### Редактор и преводач
Редактира съчинения на Иван Костурков, Стоян Дринов и Нешо Бончев и др.
- Хайне, Хайнрих. Северно море.   Пловдив, Ралица, 1918. с. 76.
- Симон, Шарл. Шилеръ – човекътъ и делото.   Пловдив, Отец Паисий, 1920. с. 119.
- Хайне, Хайнрих. Книга на песните.   Печатница „Право“, 1931. с. 91.
- Бончев, Нешо. Съчинения.   София, Печатница „КООП“, 1942. с. Т. 1.